# مايكل مالوري
مايكل مالوري (بالإنجليزية: Michael Mallory)‏‏ (1955 - )؛ روائي من الولايات المتحدة.